# Musiktherapie
Die Musiktherapie (von altgriechisch μουσική musikē „Musik“ und θεραπεία therapeia „Dienst, Pflege, Heilung“) ist eine eigenständige Heilmethode. Durch gezielten Einsatz von Musik oder ihrer Elemente soll in der Musiktherapie therapeutische Wirkung erzielt werden. Musiktherapie dient der Wiederherstellung, Erhaltung und Förderung psychischer und körperlicher Gesundheit.

## Geschichte
Durch ihre Fähigkeit, starke emotionale Reaktionen hervorzurufen, war Musik schon früh mit Heilung und Wohlbefinden verbunden. Gesänge, Klänge und Rhythmen dienten, magisch verstanden, auf frühen Kulturstufen zur Vertreibung von Krankheit(sdämonen). Bis in die frühe Antike hinein wurden durch das gezielte Versetzen in Trance die Götter beschworen und Dämonen vertrieben. In der klassischen Antike ging man davon aus, dass sich kranke Menschen in Unordnung befinden und durch die Hilfe von Musik die geistige und seelische innere Harmonie wiederhergestellt werden kann. Auch im Alten Testament gibt es einen Hinweis auf den Einsatz von Musik zur Heilung von Krankheiten. In der Renaissance gewann der Zusammenhang von Affekten, vor allem der Melancholie, und Musik an Interesse.
Schon im Alten Testament wird berichtet, wie ein „böser Geist“ von Saul wich, wenn er Zithermusik hörte; der römische Arzt Celsus schlug „Musikstücke, das Getön von Becken und Getöse“ vor, um Kranke von ihren traurigen Grübeleien abzubringen.
Seit dem 9. Jahrhundert gibt es Berichte arabischer Gelehrter über die Wirkung der Musik auf den Menschen und die Möglichkeiten der Heilung durch Musik. Ein Arzt am Hof des abbasidischen Kalifen al-Ma'mūn erwähnte um 800 die therapeutische Anwendung von Musik auf Geisteskranke. Der arabische Arzt Haly Abbas (ʿAli ibn al-ʿAbbās, gestorben 944) behandelte Schmerzen von Kleinkindern mit Musik und brachte sie so zum Einschlafen. Gegen Fieber aus Traurigkeit und gegen Melancholie empfahl er lieblichen Gesang und die Kastenleiern Kithara und Lyra. In dem von Sultan Qalawun gestifteten und 1284 fertiggestellten Krankenhaus in Kairo waren Musiker angestellt, um die Kranken in schlaflosen Nächten zu trösten. Außerdem wurden in der Blütezeit des Osmanischen Reiches als Heilmethode auch Makame genutzt. Für insgesamt zwölf Makame sind die genaue Indikation und Anwendung beschrieben. Wichtige historische Quellen dafür sind Evliya Çelebi im 17. Jahrhundert und weitere osmanische Handschriften. Auch die in der klassischen persischen Musik traditionelle verwendeten zwölf, dort Dastgah und Awaz genannten Makamen wurden entsprechend ihrer unterschiedlichen emotionaler Charaktere entsprechend nicht nur den zwölf Tierkreiszeichen zugeordnet, sondern auch den (vier) Körpersäften und wurden so („humoralpathologischen) Verstimmungen“ der Menschen therapeutisch entgegengesetzt wirkend eingesetzt.
Marsilio Ficino (in seiner Diätetik) und François Rabelais gingen von einer heilenden Musikwirkung aus. In Renaissance und Barock stand die Regulation des Blutes durch Schwingungen im Blickpunkt. In der Romantik wandelte sich das klassische medizinische Bezugssystem der Musik hin zum psychologisch ausgerichteten Schwerpunkt. Nach dem Zweiten Weltkrieg entstanden so verschiedene musiktherapeutische Richtungen und Schulen.

## Definition
Die Deutsche Musiktherapeutische Gesellschaft e. V. sieht Musiktherapie als „eine praxisorientierte Wissenschaftsdisziplin“, die in enger Wechselwirkung mit Medizin, Gesellschaftswissenschaften, Psychologie, Musikwissenschaft und Pädagogik steht. Ihrem Wesen nach ist Musiktherapie als psychotherapeutisch zu charakterisieren – in Abgrenzung zu pharmakologischer und physikalischer Therapie. Musiktherapeutische Methoden folgen gleichberechtigt tiefenpsychologischen, verhaltenstherapeutisch-lerntheoretischen, systemischen, anthroposophischen und ganzheitlich-humanistischen Ansätzen.
Wormit formuliert den Sachverhalt der Ansätze wie folgt:
„Trotz der Notwendigkeit empirisch überprüfter Behandlungskonzepte und Wirkprinzipien der Musik, steht ein schulenorientiertes und neuerdings eklektisches Denken in der deutschen Musiktherapie im Vordergrund.“
Im Weiteren zählt Wormit folgende „Schulen“ bzw. Verfahren der Musiktherapie auf:
- integrative Musiktherapie (Müller & Petzold, 1997; Frohne-Hagemann, 2001) ist eine von mehreren kreativen, in sich eigenständigen Methoden der Integrativen Therapie, einem tiefenpsychologisch und psychodynamisch ausgerichteten psychotherapeutischem Verfahren mit einem phänomenologischen und tiefenhermeneutischen Ansatz.
- Verhaltenszentrierte Musiktherapie (Mastnak, 1994; Hanser & Mandel, 2005) arbeitet mit Konzepten aus der Verhaltenstherapie. Musik wird aktiv sowie rezeptiv eingesetzt als Verstärker.
- Bei der schöpferischen Musiktherapie (Nordoff-Robbins, 1975) steht der Mensch und seine natürlichen künstlerischen Potentialen im Mittelpunkt.
- Orff-Musiktherapie (Gertrud Orff, 1985; Voigt, 2001)
- neurologische Musiktherapie (Thaut u. a., 2004; Thaut, 2005)
- musikmedizinische Therapie (Spintge & Droh, 1992; Spintge, 2001). Der Begriff MusikMedizin taucht erstmals in der deutschsprachigen Fachliteratur der 70er Jahre auf. Initiiert wurde dieser Begriff primär von Medizinern, die ihre musikalischen Kenntnisse zumeist eher individual-experimentell bei bestimmten Patientengruppen anwandten. Ausschließlich im Bereich der Analgesie und Anxiolyse entwickelte sich eine wissenschaftlich fundierte Interventionsform. Als Forschungs- und Anwendungsbereich ist die Musikmedizin nur insofern von der Musiktherapie zu trennen, als der Anwendungsbereich alle medizinischen Fächer eben meist therapeutisch betrifft.
- regulative Musiktherapie (Schwabe & Röhrborn, 1996; Schwabe 2004) gründet zum Teil auf Erkenntnissen aus der Paradoxalen Therapie (Watzlawick).
- Guided Imagery and Music Psychotherapie (Bruscia & Grocke, 2002; Geiger & Maack 2010; Frohne-Hagemann, 2014) ist ein Verfahren der rezeptiven Musik-Psychotherapie, das überwiegend als Einzelbehandlung durchgeführt wird.
- musiktherapeutisches Entspannungstraining nach [Bolay] & Selle (1982).
- Decker-Voigt (1996) erwähnt im Lexikon Musiktherapie auch die Systemische Therapie als Einflussfaktor: systemisch ausgerichtete Ansätze beziehen in der psychotherapeutisch verstandenen Musiktherapie das soziale Umfeld als Mitgestalter von Gesundheit und Krankheit mit ein. Seither wurden systemische Konzepte für die Musiktherapie entwickelt (Zeuch u. a., 2004).
- Auf der psychologischen Morphologie, einem mit der Gestalttherapie und der Psychoanalyse verwandten Ansatz, gründet der musiktherapeutische Ansatz von Rosemarie Tüpker und Eckhard Weymann.

Musiktherapie kann generell in zwei unterschiedlichen Settings erfolgen:
- Das erste wird als Einzelmusiktherapie bezeichnet, in dieser Form arbeiten Therapeut und evtl. Co-Therapeut mit einem Patienten.
- Die zweite Art wird Gruppenmusiktherapie genannt. Hierbei geht es um die Bedürfnisse, in Abgrenzung zur Einzelmusiktherapie, mehrerer Patienten.

Eine weitere Aufteilung, die sich insbesondere in der deutschen Überblicksliteratur zur Musiktherapie nach 1950 findet, ist die zwischen aktiver und rezeptiver Musiktherapie. Die Unterscheidung bezieht sich auf den Aspekt der musikalisch-gestaltenden Teilnahme des Patienten innerhalb der Therapie. Sie wird aber „durch vielerlei Überschneidungen konterkariert“, so dass sie zunehmend an Bedeutung verloren hat. In den Kasseler Thesen zur Musiktherapie, mit denen eine gemeinsame Definition aller Fachverbände Musiktherapie in Deutschland gefunden wurde, taucht sie nicht mehr auf. Eine Zuordnung der beiden Formen zu verschiedenen Anwendungsgebieten ist aufgrund vielfältiger Überschneidungen in der Praxis nicht mehr möglich.

### Rezeptive Musiktherapie
Rezeptive Musiktherapie meint „das Hören und Erleben von Musikstücken verschiedener Genres mit therapeutischer Zielsetzung.“ Das Rezipieren von Musik ist ein aktiver Vorgang, weil ein Hörer die Musik aktiv mit vollzieht und erlebt. Der Patient kann Musik vom Tonträger hörend erleben und berichtet anschließend über sein Erleben. Möglich ist auch, dass der Therapeut für den Patienten oder eine Gruppe von Patienten live auf einem Instrument spielt. Dabei sind Übergänge zu einer Aktivität des Patienten möglich, etwa, wenn der Therapeut dabei auf den Atemrhythmus eines komatösen oder geschwächten Patienten achtet. In der rezeptiven Musiktherapie als Psychotherapie wird durch das intensive Wahrnehmen und Erleben der Musik die Introspektion, auch die Selbstwahrnehmung gefördert. Biografisch bedeutsame Musik oder sorgsam zusammengestellte Musikprogramme wie in Guided Imagery and Music üblich können Ressourcen aktivieren, aber auch Konflikte bewusst machen.
In der Musikmedizin werden rezeptive Formen der Musiktherapie zur Entspannung und Beruhigung eingesetzt, z. B. vor oder nach medizinischen Eingriffen.
Die Wirkung der Musik wird dabei sehr von der Musikpräferenz beeinflusst, die von musikalischer Biografie, Alter, Sozialstatus, Hörsituation etc. beeinflusst wird. Besonders ausgearbeitete rezeptive Methoden sind die Regulative Musiktherapie nach Christoph Schwabe und die Guided Imagery and Music (Geiger & Maack, 2010, Frohne-Hagemann, 2014).

### Aktive Musiktherapie
Aktive Musiktherapie „ist ein Sammelbegriff für alle Arten der Musiktherapie, bei denen der Patient selbst mit Instrumenten oder Stimme handelnd beteiligt ist. In der Regel spielt oder singt der Therapeut mit“, so dass eine gemeinsame musikalische Improvisation entsteht. Die Musikinstrumente, mit denen der Patient musikalisch (meist) improvisiert, geben ihm neben dem Gespräch eine weitere Möglichkeit des Ausdrucks. Die Auswahl des Instruments bzw. der Instrumente wird meist auf die konkrete Therapiesituation abgestimmt, d. h., sie steht im engen Zusammenhang zu aktuellen Themen und der Situation des Patienten. Meist wählt der Patient selbst die Instrumente aus, die er spielen möchte. Dafür stehen ihm eine Reihe von leicht spielbaren Instrumenten zur Verfügung, die unterschiedliche musikalische und emotionale Bereiche repräsentieren. Eine musikalische bzw. instrumentale Vorbildung des Patienten ist nicht erforderlich, da die musiktherapeutische Musik keinerlei Ansprüche an Fähigkeiten oder Virtuosität stellt und der Therapeut durch sein Mitspielen die Gestaltung der Patienten unterstützt.
Schon in den 1960er Jahren gab es einen Umschwung zugunsten der aktiven Musiktherapie; in den 1970er Jahren lag dann der Schwerpunkt in der musiktherapeutischen Literatur auf der Aktivität – das Prinzip „Therapie durch Musik“ wurde vom Prinzip „Therapie mit Musik“ abgelöst.
Die musikalische Kommunikation zwischen Therapeut und Patient ist der Ausgangspunkt der Therapie, wobei sie meist im Austausch mit dem therapeutischen Gespräch steht.
Der aktive Prozess der Musiktherapie macht sich die kommunikative Seite der Musik und ihre Ausdrucksmöglichkeiten zunutze. Neben der Improvisation gibt es weitere aktive Formen, die genutzt werden wie das Singen von Liedern, z. B. in der Arbeit mit alten Menschen, das Song-Writing mit Jugendlichen, Formen der Bandarbeit oder Übergänge zwischen Musik und freiem Spiel in der Kindertherapie. Aktive Musiktherapie kann mit Bewegung (Tanztherapie) oder mit Gestaltung (Kunsttherapie) verknüpft sein.

## Praxis

### Arbeitsfelder
Die Einsatzgebiete der Musiktherapeuten sind in kurativen, palliativmedizinischen, rehabilitativen und präventiven Bereichen sowie in der Nachsorge. Künstlerische Therapeuten arbeiten mit Menschen aller Lebensalter. Institutionell gebunden oder in freier Niederlassung behandeln sie Patienten mit somatischen, psychischen, psychosomatischen sowie psychiatrischen Erkrankungen und Menschen mit Schädigungen, Behinderungen und Beeinträchtigungen. Innerhalb und außerhalb des Gesundheitswesens schaffen Musiktherapeuten Räume zur Teilhabe am soziokulturellen Leben. Darüber hinaus arbeiten sie in Forschung und Lehre. Viele Musiktherapeuten arbeiten in psychiatrischen und psychosomatischen Versorgungseinrichtungen. Hier kommt die Musiktherapie vor allem psychotischen Patienten, Borderline- und gerontopsychiatrischen Patienten sowie Suchtkranken zugute. Darüber hinaus wird Musiktherapie bei Patienten mit Essstörungen, Angststörungen, Somatisierungsstörungen und Depressionen eingesetzt.
Im Bereich der Kinder- und Jugendpsychiatrie werden spezifische Probleme bearbeitet wie: Entwicklungsstörungen, Störungen des Sozialverhaltens, Aufmerksamkeitsdefizitstörungen sowie Angst- und depressiven Störungen. Im Bereich der Rehabilitation wird Musiktherapie hauptsächlich bei neurologischen Erkrankungen angewandt. Wachkoma, Frührehabilitation für Kinder, Jugendliche und Erwachsene, Multiple Sklerose, Morbus Parkinson und Schlaganfall sind hier Behandlungsfelder einer eher funktional orientierten Musiktherapie.
Musiktherapeuten arbeiten auch im Bereich der Förderung des interkulturellen Dialogs und der Integrationsarbeit.
Weitere Arbeitsfelder der Musiktherapie sind Bereiche
- der Sonder- und Heilpädagogik[22]
- mit schwer- und mehrfachbehinderten Menschen[23]
- mit entwicklungsverzögerten bzw. -gestörten Kindern
- in Altenpflegeheimen, in Demenzheimen und in der Gerontopsychiatrie, in Hospizen[24]
- an Musikschulen,[25] Schulen[26] und Familienbildungsstätten

### Manualisierte Verfahren
- Musiktherapie bei Tinnitus
- Musiktherapie bei chronischen Schmerzen
- Musiktherapie bei Migräne
- Musiktherapie bei Tumorerkrankungen
- Musiktherapie bei Frühgeborenen

### Übernahme durch Kostenträger in Deutschland
Musiktherapie gehört nicht zu den Regelleistungen der Krankenkassen in Deutschland. Für Musiktherapeuten mit Hochschulabschluss gibt es die Möglichkeit, die Ausbildung zum Kinder- und Jugendlichenpsychotherapeuten zu absolvieren und über die Approbation zum Kinder- und Jugendlichenpsychotherapeuten Musiktherapie mit den Sozial- und Jugendämtern abzurechnen. Je nach Bundesland ist die Kostenübernahme auch durch die Regierungsbezirke möglich im Rahmen der Eingliederungshilfe für Kinder und Erwachsene, die behindert bzw. von Behinderung bedroht sind. Ansonsten muss der Patient bei der Behandlung durch Musiktherapeuten, die eine eigene Praxis führen, selbst zahlen.
Für Leistungen der Musiktherapie, die in Einrichtungen im Geltungsbereich des § 17b KHG erbracht werden, kommen OPS-Code 9-401.4 (Künstlerische Therapie) oder ggf. OPS-Code 9-401.5 (Integrierte psychosoziale Komplexbehandlung) zur Anwendung.

## Berufsbild, Standespolitik
Musiktherapeuten üben ihren Beruf „institutionell gebunden oder selbständig“ in Gesundheits- und Sozialwesen, Bildungs- und Beratungswesen (z. B. Wirtschaft) aus. Musiktherapie ist kurativ, rehabilitativ und präventiv tätig, arbeitet übungszentriert/funktional, erlebniszentriert/kreativ und konfliktzentriert/aufdeckend. Therapien finden in Einzel- und Gruppentherapien statt. Auch das soziale Umfeld kann mit einbezogen werden. „Der Beruf wird verstanden als eigenständiger Heilberuf, der das bestehende Gesundheits-, Sozial- und Bildungswesen um den nonverbalen und kreativtherapeutischen Ansatz bereichert.“ Musiktherapeuten sind auch in Forschung, Evaluation und Öffentlichkeitsarbeit tätig. Am 7./8. Oktober 2006 fand die 38. Kasseler Konferenz der nationalen Verbände und Organisationen statt, auf der die Konferenz durch einstimmigen Beschluss in eine Bundesarbeitsgemeinschaft-Musiktherapie (BAG Musiktherapie) umgewandelt wurde.
Die BAG Musiktherapie erarbeitet derzeit gemeinsam mit drei weiteren Konferenzen das interdisziplinäre Berufsbild Künstlerische Therapeuten.
Soweit Musiktherapie der Heilung oder Linderung von Krankheiten dient, ist ihre selbständige Ausübung in Deutschland an eine Zulassung nach dem Heilpraktikergesetz gebunden.
In Österreich wurde 2008 das Musiktherapiegesetz (MuthG, BGBl. I Nr. 93/2008) verabschiedet, welches am 1. Juli 2009 in Kraft getreten ist. Dies gibt der österreichischen musiktherapeutischen Berufsgruppe die entsprechenden rechtlichen Rahmenbedingungen zur Ausübung von Musiktherapie bzw. eine gesetzliche Grundlage des Berufes Musiktherapeutin/Musiktherapeut. Österreich ist bislang der einzige europäische Staat mit einem eigens für diese Berufsgruppe geschaffenen Gesetz.
Weltweit setzt sich die World Federation of Music Therapy für die Anerkennung und Weiterentwicklung des Berufszweiges ein.

## Forschung
In Deutschland ist das nach eigenen Angaben größte musiktherapeutische Forschungsinstitut Europas beheimatet, das Deutsche Zentrum für Musiktherapieforschung (Viktor-Dulger-Institut DZM) in Heidelberg. Am Institut für Musiktherapie der Universität Witten-Herdecke war bis 2010 ein Lehrstuhl für qualitative Forschung eingerichtet. Weiterhin forschen die Universitätsklinik Ulm, die Forschungsstelle Musikmedizin an der Hochschule für Musik und Theater Hamburg, die Universität Münster und das Internationale Musiktherapie Institut Berlin e. V.
An der Universität Augsburg, Leopold-Mozart-Zentrum gibt es neben dem berufsbegleitenden Masterstudiengang Musiktherapie eine „Forschungsstelle Musik und Gesundheit“. Diese umfasst heute vier Schwerpunkte:
1. Weiterführung der (bisherigen) „ulmer werkstatt“ als „werkstatt für musiktherapeutische forschung augsburg“: Die im Jahre 1988 an der Universität Ulm begründete Forschungswerkstatt findet seit 2009 in den Räumen der Augsburger Universität statt. Dabei wurde stundenplantechnisch eine enge Anbindung an den Masterstudiengang Musiktherapie vorgenommen; die Werkstatt wurde Teil des Unterrichts und sollte den Studierenden die lebendige Begegnung mit Forschung und Forschenden ermöglichen sowie die evtl. Einbindung in geplante oder laufende Forschungsprojekte. Dieser Konzeption schlossen sich mehrere Studiengänge an. Diese Struktur soll eine bessere Kommunikation und evtl. Bündelung von Forschung begünstigen. Es sollen Masterarbeiten und Promotionsvorhaben mit Forschungscharakter einem interessierten Publikum vorgestellt und diskutiert werden. Forschungsideen und -projekte von Studierenden und Doktoranden sollen über die interne Betreuung hinaus auf der Werkstatt vorgestellt und diskutiert werden.
2. Interdisziplinäre Vernetzung mit relevanten Institutionen: Durch die Vernetzung mit anderen internationalen Projekten wird die Forschungseffizienz gesteigert und der Kontakt zu musiktherapeutischen Kollegen und Forschern im In- und Ausland gefördert. Die Forschungsstelle versteht sich als Teil eines Netzwerkes vergleichbarer und angrenzender Forschungsinstitute. Sie sammelt Forschungsergebnisse auf internationaler Basis im Hinblick auf eine koordinierte Auswertung von Ergebnissen und vernetzt sich mit weiteren international koordinierten Projekten.
3. Promotion; Doktorandenkolloquium; Dissertationsverzeichnis: Im Jahre 2008 wurde das Fach Musiktherapie in die Promotionsordnung der Universität Augsburg aufgenommen.
Weitere Promotionsstudiengänge gibt es an der Hochschule für Musik und Theater Hamburg und an der Westfälischen Wilhelms-Universität Münster und an der Universität der Künste Berlin.
Im Jahre 2011 wurde in Augsburg mit Unterstützung der anderen deutschsprachigen Ausbildungsinstitute eine Dissertationsliste erstellt, für die sämtliche deutschsprachigen musiktherapeutischen Dissertationen recherchiert wurden. Diese Liste ist auf der Homepage des Augsburger Masterstudiengangs eingestellt und allen Ausbildungen zugänglich.
In Österreich besteht seit 2012 ein Lehrstuhl mit wissenschaftlichem Schwerpunkt am Institut für Musiktherapie an der Universität für Musik und darstellende Kunst Wien, das außeruniversitäre „Wiener Institut für Musiktherapie“ sowie an der Paracelsus Medizinische Privatuniversität Salzburg das Forschungsprogramm Musik-Medizin. In der Schweiz sind die Forschungsaktivitäten im Schweizerischen Fachverband für Musiktherapie (SFMT) zusammengefasst.

## Ausbildung/Studium
Einen ausführlichen Überblick über nationale und europäische Aus- und Weiterbildungsmöglichkeiten bietet die Deutsche Musiktherapeutische Gesellschaft e. V. (DMtG) mit ihrer Studienlandschaft Musiktherapie.
Musiktherapie ist seit 1979 in Deutschland eine Hochschuldisziplin. Der einzige deutsche Bachelor-Studiengang wird an der SRH Hochschule Heidelberg angeboten. Aufbaustudiengänge mit akkreditierten Masterabschlüssen bieten die Universität der Künste Berlin, die Hochschule für Musik und Theater Hamburg, die SRH Hochschule Heidelberg, die Universität Augsburg sowie die Fachhochschule Würzburg an. In der „Ständigen Ausbildungsvertretung privatrechtlicher Musiktherapieausbildungen“ (SAMT) sind von der Deutschen Musiktherapeutischen Gesellschaft e. V. anerkannte Fort- und Weiterbildungsinstitute vertreten, deren Curricula dem BA entsprechen. Die Kasseler Konferenz musiktherapeutischer Vereinigungen in Deutschland formulierte in einer Konsensfindung personelle Voraussetzungen für die Berufsausübung sowie Ausbildungsinhalte und Eingangsvoraussetzungen für die Ausbildung zum Musiktherapeuten.
In Österreich findet die Ausbildung zum Musiktherapeuten im Rahmen eines Magister-Studiums (8 Semester) an der Universität für Musik und darstellende Kunst Wien statt und an der IMC Fachhochschule Krems ist seit Herbst 2009 ein Bachelorstudiengang etabliert – seit 2012 gibt es auch einen berufsbegleitenden Masterstudiengang. Seit 2010 wird in Graz (GRAMUTH) ein berufsbegleitender Lehrgang angeboten.
In der Schweiz bietet der Schweizerische Berufsverband für Musiktherapie (SFMT) Informationen über Ausbildungsmöglichkeiten. An der Zürcher Hochschule der Künste wird eine berufsbegleitende Ausbildung in Musiktherapie und ein Master-Lehrgang in klinischer Musiktherapie angeboten. Am Zürcher Institut Musiktherapie (zim) werden Weiterbildung, Kurse, Vorträge und Konzerte angeboten. In Schwaderloch besteht die Möglichkeit zu einer kombinierten Ausbildung in Musiktherapie mit Instrumentenbau, die vom Forum Musiktherapeutischer Weiterbildung organisiert wird – in Verbindung mit der Herbert von Karajan Stiftung Berlin und der Hochschule für Musik und Theater Hamburg.

### Buchpublikationen
- Udo Baer, Gabriele Frick-Baer: Klingen, um in sich zu wohnen: Methoden und Modelle leiborientierter Musiktherapie. Affenkönig Verlag, Neukirchen-Vluyn 2004, ISBN 3-934933-08-4.
- Hans-Helmut Decker-Voigt (Hrsg.): Schulen der Musiktherapie. Reinhard-Verlag, München/Basel 2001, ISBN 3-497-01574-1.
- Hans-Helmut Decker-Voigt, Eckhard Weymann: Aus der Seele gespielt. Eine Einführung in die Musiktherapie. Goldmann, München 1996, ISBN 3-442-13561-3.
- Hans-Helmut Decker-Voigt, Paolo J. Knill, Eckhard Weymann (Hrsg.): Lexikon Musiktherapie. Hogrefe, Göttingen 1996.
- Hans-Helmut Decker-Voigt, Dorothea Oberegelsbacher, Tonius Timmermann (Hrsg.): Lehrbuch Musiktherapie. Reinhardt/UTB 2008. (2. Auflage. 2012)
- Isabelle Frohne-Hagemann (Hrsg.): Rezeptive Musiktherapie. Theorie und Praxis. Reichert Verlag, Wiesbaden 2004, ISBN 3-89500-389-1.
- Isabelle Frohne-Hagemann, Heino Pleß-Adamczyk: Indikation Musiktherapie bei psychischen Problemen im Kindes- und Jugendalter. Musiktherapeutische Diagnostik und Manual nach ICD 10. Vandenhoeck & Ruprecht, Göttingen 2004, ISBN 3-525-46211-5.
- Isabelle Frohne-Hagemann (Hrsg.): Guided Imagery and Music - Konzepte und klinische Anwendungen. Zeitpunkt Musik, Reichert Verlag 2014, ISBN 978-3-89500-979-2
- Edith M. Geiger, Carola Maack: Lehrbuch Guided Imagery and Music (GIM). Zeitpunkt Musik, Reichert Verlag, Wiesbaden 2010, ISBN 978-3-89500-734-7
- Barbara Gindl: Anklang – Die Resonanz der Seele. Über ein Grundprinzip therapeutischer Beziehung. Junfermann, Paderborn 2002.
- Fritz Hegi: Improvisation und Musiktherapie – Möglichkeiten und Wirkung freier Musik. Junfermann, Paderborn 1993, ISBN 3-87387-270-6.
- Fritz Hegi-Portmann u. a.: Musiktherapie als Wissenschaft – Grundlagen, Praxis, Forschung und Ausbildung. Verlag, Zürich 2006, ISBN 3-033-01158-6.
- Karl Hörmann: Musik in der Heilkunde: Lehrbuch / Wissenschaftliche Musiktherapie. Pabst 2009, ISBN 978-3-89967-597-9.
- Ruth-Susanne Hübert: Möglichkeiten und Grenzen musiktherapeutischer Intervention bei Frühgeborenen. Musikverlag Burkhard Muth, Fernwald 2007, ISBN 978-3-929379-17-4.
- Sandra Lutz Hochreutener: Spiel - Musik - Therapie: Methoden der Musiktherapie mit Kindern und Jugendlichen. Hogrefe, Göttingen 2009, ISBN 978-3-8017-2198-5.
- Gertrud Katja Loos: Spiel-Räume. Musiktherapie mit einer Magersüchtigen und anderen frühgestörten Patienten. Gustav Fischer Verlag, Stuttgart / New York 1986. (2. Auflage 1994)
- Werner Kraus: Die Heilkraft der Musik. Einführung in die Musiktherapie. C.H. Beck, München 2002, ISBN 3-406-47636-8.
- Ruth Liesert: Vom Symptom zum Gefühl: Guided Imagery and Music für stationäre Psychosomatik. Westfälische Wilhelms-Universität 2018, ISBN 978-3-8405-0179-1
- Monika Nöcker-Ribaupierre: Hören – Brücke ins Leben. Musiktherapie mit früh- und neugeborenen Kindern. 2., akt. Auflage. Reichert, Wiesbaden 2012, ISBN 978-3-89500-869-6.
- Susanne Metzner: Tabu und Turbulenz. Musiktherapie mit psychiatrischen Patienten. Vandenhoeck & Ruprecht, Göttingen 1999, ISBN 3-525-45854-1.
- Hansjörg Meyer: Gefühle sind nicht behindert – Musiktherapie und musikbasierte Kommunikation mit schwer mehrfach behinderten Menschen. Lambertus Verlag, Freiburg i. Br. 2010, ISBN 978-3-7841-1894-9.
- Hansjörg Meyer: Komponisten mit schwerer Behinderung – Fallgeschichten aus der Musiktherapie. Lambertus Verlag, Freiburg i. Br. 2010, ISBN 978-3-7841-1978-6.
- Dietmut Niedecken: Einsätze, Material und Beziehungsfigur im musikalischen Produzieren. VSA-Verlag, Hamburg 1988.
- Sabine Pranz: Überwältigende Gefühle. Eine empirische Untersuchung zur therapeutischen Wirksamkeit von Suchtpatienten im Entzug. Musikverlag Burkhard Muth, Fernwald 2008, ISBN 978-3-929379-19-8.
- Hans-Peter Reinecke: Kommunikative Musikpsychologie. In: Gerhart Harrer (Hrsg.): Grundlagen der Musiktherapie und Musikpsychologie. Fischer, Stuttgart 1982, ISBN 3-437-10736-4, S. 99–111.
- Paul Ridder: Musik für Leib und Seele: Musiktherapie in der Medizingeschichte. Verlag für Gesundheitswissenschaften, Greven 2006.
- Wolfgang C. Schroeder: Musik, Spiegel der Seele: eine Einführung in die Musiktherapie. Junfermann, Paderborn 1995, ISBN 3-87387-069-X.
- Manfred Spitzer: Musik im Kopf. Hören, Musizieren, Verstehen und Erleben im neuronalen Netzwerk. Schattauer Verlag, Stuttgart 2005.
- W. Strobel, G. Huppmann: Musiktherapie. Göttingen/Toronto/Zürich, 3. Auflage. 1997.
- Tonius Timmermann: Tiefenpsychologisch orientierte Musiktherapie. Bausteine für eine Lehre. Reichert Verlag, Wiesbaden 2004.
- Tonius Timmermann: Empfinden – Hören – Sehen. Welche Zugänge wählen nonverbale Psychotherapien? Am Beispiel der Diagnose: Persönlichkeitsstörung. Reichert Verlag, Wiesbaden. 2004.
- Rosemarie Tüpker: Ich singe, was ich nicht sagen kann. Zu einer morphologischen Grundlegung der Musiktherapie. Lit-Verlag, Münster 1996.
- Rosemarie Tüpker: Durch Musik zur Sprache. Handbuch. 2009, ISBN 978-3-8370-6948-8.
- A. Zeuch, M. Hänsel, H. Jungaberle (Hrsg.): Systemische Konzepte für die Musiktherapie: spielend lösen. Carl-Auer-Systeme Verlag, Heidelberg 2004.

### Wichtige Artikel
- Hans Volker Bolay u. a.: Musiktherapie. In: Franz Resch, Michael Schulte-Markwort (Hrsg.): Kursbuch für integrative Kinder- und Jugendpsychotherapie. Beltz/PVU, 2005.
- H. V. Bolay u. a.: Musiktherapie. In: F.-E. Brock (Hrsg.): Handbuch der naturheilkundlichen Medizin. Landberg 1999.
- H. V. Bolay: Musiktherapie. In: R. Corsini (Hrsg.): Handbuch der Psychotherapie. München 1983, S. 729–754.
- Herbert F. Elfgen: Musiktherapie. In: Eberhard Aulbert, Friedemann Nauck, Lukas Radbruch (Hrsg.): Lehrbuch der Palliativmedizin. Mit einem Geleitwort von Heinz Pichlmaier. 3., aktualisierte Auflage. Schattauer, Stuttgart 2012, ISBN 978-3-7945-2666-6, S. 1231–1239.
- Thomas K. Hillecke u. a.: Scientific Perspectives of Music Therapy. In: Annals of the New York Academy of Sciences. 1060, 2005, S. 271–282.
- Thomas K. Hillecke u. a.: Plädoyer für eine kreative Forschungsmethodenvielfalt der wissenschaftlichen Musiktherapie. In: Musiktherapeutische Umschau. 25 (3), 2004, S. 241–256.
- T. K. Hillecke, F.-W. Wilker: Themenheft "Musiktherapie". (Gasthrsg.). In: Hans Reinecker u. a. (Hrsg.): Verhaltenstherapie & Verhaltensmedizin. 28. Jg., 1, 2007.
- Helmut Huchzermeyer, Hans Huchzermeyer: Die Bedeutung des Rhythmus in der Musiktherapie der Griechen von der Frühzeit bis zum Beginn des Hellenismus. In: Sudhoffs Archiv. Zeitschrift für Wissenschaftsgeschichte. Band 58, 1974, S. 113–148.
- F. Jádi: Improvisation und Ontologie - Fragen zu einer Behandlung durch Musizieren. In: Deutscher Berufsverband der Musiktherapeuten e. V.(Hrsg.): Einblicke. (5), Heft „Resonanz“, 1994, S. 34–53.
- Erna Lesky: Van Swietens Hypochondrie. Zur Berufskrankheit der Gelehrten und zur Musiktherapie. In: Clio Medica. Band 8, 1973, S. 171–190.
- D. Muthesius: Musik und Biographie. Lieder und Singen im Lebenslauf alter Menschen. In: Beiträge zur Musiktherapie 1999. S. 451.
- H. U. Schmidt, H. Kächele: Musiktherapie in der Psychosomatik. Entwicklung und aktueller Stand. In: Psychotherapeut. 1, 54 2009, S. 6–16.
- T. Stegemann, H. U. Schmidt: Zur Indikation und Kontraindikation von Musiktherapie in der Kinder- und Jugendpsychiatrie – eine Fragebogenuntersuchung. In: Musikth. Umsch. 31 (2), 2010, S. 87–101.
- Tonius Timmermann: Musikpädagogik und Musiktherapie – Schnittfelder und Grenzen. In: Barbara Busch (Hrsg.): Einfach musizieren!? Studientexte zur Instrumentalpädagogik. Wissner-Lehrbuch. (= Forum Musikpädagogik. Band 81). Wissner Verlag, Augsburg 2008.
- Tonius Timmermann: Transgenerational Interactions in Music Therapy. In: British Journal of Music Therapy. British society of Music Therapy, London 2011.
- Rosemarie Tüpker: Die therapeutische Nutzung von Musik: Musiktherapie. In: Helga de la Motte-Haber, Günther Rötter (Hrsg.): Musikpsychologie. (= Handbuch der Systematischen Musikwissenschaft. Band 3). Laaber-Verlag, Laaber 2005, ISBN 3-89007-564-9, S. 339–356.
- A. F. Wormit: Zur Situation ambulanter Musiktherapie. In: Musiktherapeutische Umschau. 23 (4), S. 409–411 2002.
- A. F. Wormit u. a.: Patientenorientierte Musiktherapie zur Verbesserung der Lebensqualität bei Patienten mit Krebserkrankungen – eine interdisziplinäre Behandlungsstrategie. In: Palliativmedizin. 6, 49, 2005.
- Marcello Sorce Keller: Some Ethnomusicological Considerations about Magic and the Therapeutic Uses of Music. In: International Journal of Music Education. 8/2, 1986, S. 13–16.

### Therapiemanuale
In der Reihe Evidenzbasierte Musiktherapie, hrsg. von Bolay, Dulger, Bardenheuer und Resch, uni-edition:
- Thomas K. Hillecke: Heidelberger Musiktherapiemanual. Chronischer, nicht maligner Schmerz. ISBN 3-937151-42-7.
- A. K. Leins: Heidelberger Therapiemanual: Migräne bei Kindern. 2006.

### Fachzeitschriften und Periodika
- Musiktherapeutische Umschau. Herausgegeben von der Deutschen Musiktherapeutischen Gesellschaft (DMtG). Verlag Vandenhoeck & Ruprecht, Göttingen. (ISSN 0172-5505)
- Musik und Gesundsein. Halbjahreszeitung für Musik in Therapie, Medizin und Beratung, Reichert Verlag, Wiesbaden.
- Musik-, Tanz- und Kunsttherapie. Zeitschrift für künstlerische Therapien im Bildungs-, Sozial- und Gesundheitswesen. Hogrefe, Göttingen, 1988–, ISSN 0933-6885 (hogrefe.com).
- GMS Journal of Arts Therapies – Journal of Art-, Music-, Dance-, Drama- and Poetry-Therapy. Wissenschaftliche Fachgesellschaft für Künstlerische Therapien. ISSN 2629-3366 (Online). (JAT)
- Reihe Wissenschaftliche Grundlagen der Künstlerischen Therapien. HPB University Press, Hamburg/Potsdam, Berlin.

### Filme
- Wie im Himmel. Regie: Kay Pollak, Schweden 2004.
- Die Kinder des Monsieur Mathieu. Regie: Christophe Barratier, Frankreich 2004.
- Die Geschichte vom weinenden Kamel. Regie: Byambasuren Davaa, Deutschland 2003.
- Im Garten der Klänge. Regie Nicola Bellucci, Schweiz 2010.

### Lehre und Forschung
- Deutsches Zentrum für Musiktherapieforschung (Viktor Dulger Institut) DZM e. V.
- Akademie für angewandte Musiktherapie Crossen
- Fakultät für Therapiewissenschaften, Abteilung Künstlerische Therapien, SRH Hochschule Heidelberg
- Forschungsprogramm MusikMedizin, Paracelsus Medizinische Privatuniversität Salzburg
- Europäische Musiktherapie Studentenvereinigung

### Vernetzung
- Deutsche Musiktherapeutische Gesellschaft
- Deutsche Musiktherapeutische Vereinigung zur Förderung des Konzepts nach Schwabe e. V.
- Bundesarbeitsgemeinschaft Musiktherapie
- Österreichischer Berufsverband der MusiktherapeutInnen
- Schweizerischer Fachverband für Musiktherapie SFMT
- Berufsverband für Kunst-, Musik- und Tanztherapie
- Europäischer Musiktherapiekongress
- Internationales Forum für Musiktherapie